# Mariana Mantovana
Mariana Mantovana – miejscowość i gmina we Włoszech, w regionie Lombardia, w prowincji Mantua.
Według danych na rok 2004 gminę zamieszkiwały 594 osoby, 74,2 os./km².